# ピリジン-N-オキシド
ピリジン-N-オキシド (Pyridine-N-oxide) は、化学式 C5H5NOで表される複素環化合物であり、ピリジンの酸化によって得られる無色で吸湿性の固体である。この化合物は過酸を酸化剤として使用して製造される。分子の形は平面である。この化合物は有機合成において酸化剤として用いられることがある。また、錯体化学の分野で配位子として用いられる。

## 合成と反応
ピリジンの酸化は、過酢酸および過安息香酸を含む多くの過酸を用いて達成することができる。反応後、低圧下で加熱して処理すると酸が気体として除去され、目的物が遊離する 。
最近の報告として、尿素-過酸化水素複合体を使用した改良デーキン反応、過ホウ酸ナトリウムによる酸化、および三酸化メチルレニウム（CH3ReO3）を触媒として、過炭酸ナトリウムを使用する反応がある。
ピリジン-N-オキシドはピリジンより5桁も塩基性が低いが、Organic Synthesesで報告されている合成法により、塩酸塩 (C5H5NOH)Clとして分離できる。
C5H5N   +   CH3CO3H   →   C5H5NO·HOOCCH3
C5H5NO·HOOCCH3   +   HCl   →   [C5H5NOH]Cl   +   CH3CO2H
置換ピリジンを出発物質とするN-オキシドの合成、およびオキシ塩化リンによるピリジン-N-オキシドの塩素化 (4- 及び 2-クロロピリジンが得られる) を含むアミンオキシド系の化学修飾についての重要な研究が行われている。

## 安全性
皮膚に対する刺激性がある。